# Хремонід
Хремонід (грец. Χρεμονίδης) — афінський політичний діяч і полководець першої половини 3 століття до н. е.

## Біографічні відомості
Син Етеокла, товариш філософа Зенона, засновника стоїчної школи. 
Ім'ям Хремоніда називається Хремонідова війна (268–263 роки до н. е.), в якій афіняни в союзі з Єгиптом Птолемеїв, Спартою, іншими містами Пелопоннеса і Епіром билися проти македонського царя Антигона Гоната. Виступ грецьких міст проти Македонії виявився невдалим, македонці сильно спустошили Аттику і, між іншим, спалили священний гай і храм Посейдона в Колоносі. Після кількарічної облоги Антигон примусив Афіни до здачі та поставив тут гарнізон на пагорбі Мусейон. Наслідком Хремонідової війни була втрата Єгиптом того впливового становища, яке він займав раніше на Егейському морі, і значне посилення і утвердження Македонії в грецькому світі.
Хремонід втік з Афін і кількома роками пізніше (можливо, у 258 р. до н.е.), очолюючи єгипетську ескадру, був переможений родосцями в морській битві при Ефесі. 